# Filosofia transcendental
O termo filosofia transcendental inclui filosofias, sistemas e abordagens que descrevem as estruturas básicas do ser, não uma ontologia (teoria do ser), mas o quadro da emergência e validação do conhecimento sobre o ser. "Transcendental", palavra de origem escolástica medieval, designava atributos extra-categoriais dos seres, e é para Immanuel Kant aquela investigação acerca das condições de possibilidade de algo, p. ex. do conhecimento, isto é, a forma do conhecimento. Ao examinar as abordagens transcendentais das condições do conhecimento anteriores (a priori) a qualquer experiência do sujeito, a metafísica mostra-se, enquanto teoria fundamental universal, uma epistemologia. A filosofia transcendental é, consequentemente, também a crítica da metafísica tradicional.
Kant, o primeiro a cunhar o termo, lançou na Crítica da Razão Pura as bases para a edificação de uma filosofia transcendental. Ele define o problema geral desta filosofia  pela pergunta sobre "como são possíveis juízos sintéticos a priori?". Enquanto a Crítica da Razão Pura fornece uma análise apenas dos "conceitos fundamentais", uma filosofia transcendental completa requereria, segundo o próprio Kant, uma "análise exaustiva de todo conhecimento humano a priori".
Os problemas modernos da filosofia transcendental são, principalmente, da justificação, o problema da dicotomia mente e corpo na filosofia da mente, as relações intersubjetivas com os outros, e algumas questões relacionadas ao reconhecimento.